# Vuksani
Vuksani is een plaats in de gemeente Ozalj in de Kroatische provincie Karlovac. De plaats telt 5 inwoners (2001).